# Prisca Birrer-Heimo
Prisca Birrer-Heimo, née le 4 février 1959 à Emmen (originaire du même lieu), est une personnalité politique suisse, membre du Parti socialiste suisse (PS). Elle est députée du canton de Lucerne au Conseil national de mai 2010 à décembre 2023.

## Biographie
Prisca Birrer-Heimo naît Prisca Heimo le 4 novembre 1959 à Emmen, dans le canton de Lucerne. Elle est originaire du même lieu.
Elle fait ses écoles élémentaire et secondaire à Emmenbrücke. Elle entreprend des études pour devenir institutrice au primaire à Lucerne. Elle se forme par la suite pour devenir professeur au secondaire à l'université de Zurich.
Elle est mariée à Erwin Birrer, avec qui elle a deux enfants, nés en 1987 et 1989. Ils habitent à Rothenburg.

## Parcours politique
Elle commence son parcours politique en intégrant le Parti socialiste à Rothenburg.
En 1995, elle est élue au Conseil cantonal de Lucerne. Elle y siège de mai 1995 à mai 2005 et y est membre des commissions des finances et de l'économie,.
Elle est conseillère communale (exécutif) de Rothenburg d'août 2007 à mai 2014. Elle y dirige les finances.
Lors de la session d'été 2010, elle est assermentée comme nouvelle conseillère nationale, succédant à Hans Widmer, qui démissionne en cours de mandat. Elle est membre de la Commission de politique de sécurité (CPS) jusqu'au 4 décembre 2011, puis de la Commission de l'économie et des redevances (CER) depuis le 15 décembre 2011 et de la Commission de gestion (CdG) depuis le 16 décembre 2015.
En 2015, elle est candidate au Conseil des États, mais échoue face à Konrad Graber et Damian Müller.
Lors de sa réélection en 2019, la Luzerner Zeitung la couronne « reine du panachage ». Elle ne se représente pas pour un cinquième mandat aux élections fédérales de 2023.

### Autres mandats
Elle est présidente du conseil de fondation de la Stiftung für Konsumentenschutz (de) (l'équivalent alémanique de la FRC) de 2011 à 2014 et coprésidente du comité de direction de l'initiative populaire fédérale pour des prix équitables,. Cette dernière est retirée au profit d'un contre-projet, entré en vigueur en 2022, qui en reprend quasiment tous les objectifs.